# Sessanta racconti
Sessanta racconti è una raccolta di racconti di Dino Buzzati edita nel 1958.

## Storia editoriale
La raccolta fu curata personalmente dallo scrittore che scelse i primi 36 racconti tra quelli già pubblicati in tre diversi volumi: I sette messaggeri, Paura alla Scala e Il crollo della Baliverna. I successivi racconti non erano ancora apparsi in alcuna raccolta ma non erano inediti, già stampati tra il 1953 il 1956 su quotidiani o riviste; fa eccezione il racconto L'inaugurazione della strada del 1948, massicciamente rielaborato per l'occasione.
Il libro fu pubblicato nel marzo 1958 nella collana Narratori italiani, vincendo nello stesso anno il Premio Strega.
L'edizione pubblicata da Mondadori nella collana Oscar classici moderni raffigura in copertina un'opera dello stesso Buzzati: la tela dal titolo Piazza del Duomo di Milano, dipinta nel 1952. Nelle edizioni precedenti, nella stessa collana, in copertina era rappresentata un'altra opera dello scrittore bellunese, La stanza (1968).

## Racconti

### I sette messaggeri
Il racconto è stato pubblicato per la prima volta il 1º giugno del 1939 sulla rivista La Lettura, supplemento letterario del Corriere della Sera, successivamente incluso nelle raccolte I sette messaggeri del 1942, Sessanta racconti del 1958 e La boutique del mistero del 1968.
In un regno immaginario, il figlio del re parte con una spedizione per raggiungere il confine del regno. Sette messaggeri si incaricano di fare la spola per mantenere i contatti. Il confine si rivela essere lontanissimo e il principe morirà di vecchiaia prima di giungere al limite estremo del regno.

### L'assalto al grande convoglio
Il racconto è stato pubblicato per la prima volta il 29 febbraio del 1936 sul periodico Il Convegno, firmato dall'autore come "Dino Buzzati Traverso". Successivamente l'opera è stata inclusa nelle raccolte I sette messaggeri, Sessanta racconti e La boutique del mistero.
Gaspare Planetta era il famoso e temuto capo di una banda di briganti. Quando esce di prigione, tre anni dopo essere stato arrestato, è una persona diversa, invecchiata e stanca. I suoi ex compagni lo ripudiano e l'uomo si isola in compagnia di un giovane, il solo che ancora crede in lui e che Planetta non vuole disilludere.

### Sette piani
Il racconto è stato pubblicato originariamente con il titolo I sette piani sulla rivista La Lettura il 1º marzo del 1937, quindi revisionato e incluso nell'antologia I sette messaggeri. Successivamente viene incluso nella raccolta Sessanta racconti, con una riscrittura più fedele alla prima stampa. L'opera è stata trasposta in una pièce teatrale e nel film Il fischio al naso.
Giuseppe Corte viene ricoverato in un moderno ospedale di sette piani per un lievissimo male. Viene sistemato all'ultimo piano riservato ai casi meno gravi ma, di volta in volta, per motivi apparentemente banali, viene spostato ai piani sempre più bassi, fino a raggiungere il primo. Qui, ove trovano posto i casi disperati, troverà la morte.

### Ombra del sud
Il racconto è stato pubblicato per la prima volta sul quotidiano il Corriere della Sera il 2 luglio del 1939 con il titolo Messaggero del Sud. In seguito sarà ripubblicato nelle antologie I sette messaggeri e Sessanta racconti.
Il narratore, durante una crociera in Africa, a Porto Said vede un uomo coperto da una palandrana bianca camminare con andatura caracollante. Lo incontrerà misteriosamente numerose volte nel corso del suo lungo viaggio nei luoghi più inaspettati.

### Eppure battono alla porta
Il racconto è stato pubblicato per la prima volta sulla rivista La Lettura nel settembre del 1937; successivamente è stato inserito nelle raccolte I sette messaggeri, Sessanta racconti e La boutique del mistero.
Maria Gron torna a casa durante un temporale; qui l'attende la famiglia e un vecchio amico di famiglia. Sulla casa incombe un grave pericolo legato all'ingrossamento del fiume ma nessuno sembra voler rendersene conto.

### Il mantello
Il racconto è stato pubblicato per la prima volta sul numero del 14 luglio 1940 del Corriere della Sera, quindi ristampato nelle raccolte I sette messaggeri, Sessanta racconti e La boutique del mistero.
Il giovane Giovanni, reduce di guerra, ritorna a casa. La madre e i due fratellini lo trovano smunto e affaticato. Il ventenne, nonostante le insistenze della madre, afferma di dover subito proseguire il viaggio insieme a un amico che lo aspetta in cortile. Quando esce uno dei due fratellini gli solleva un lembo del mantello rivelando il corpo sporco di sangue. Giovanni si congeda raggiungendo il misterioso compagno con il quale si allontana.

### L'uccisione del drago
Il racconto è stato pubblicato per la prima volta sul settimanale Oggi, il 3 giugno 1939, firmato dall'autore con lo pseudonimo di "Giovanni Drogo". In seguito è stato ripubblicato nelle raccolte I sette messaggeri e Sessanta racconti in una versione ampliata.
Il conte Martino Gerol, dopo aver appreso da un contadino della presenza di un drago sulle montagne, organizza una spedizione di caccia, composta non solo da cacciatori ma anche da un tassidermista e dal governatore della regione accompagnato dalla moglie. Gli uomini, grazie a un'esca, attirano il drago fuori dalla tana e lo bersagliano con pietre e colpi di fucile. Il silenzioso drago, in punto di morte, viene raggiunto dai suoi due cuccioli che l'animale non voleva richiamare fuori dalla tana con le sue grida. I due cuccioli vengono anch'essi uccisi a bastonate dal conte, tra le urla di dolore del drago, che spirando, lascia fuoriuscire dal corpo un fumo venefico che contamina il conte Gerol.

### Una cosa che comincia per elle
Il racconto è stato pubblicato per la prima volta sulla rivista letteraria La Lettura il 1º gennaio del 1939; in seguito è stato ripubblicato nelle antologie I sette messaggeri, Sessanta racconti e La boutique del mistero.
Cristoforo Schroder non sta bene e si rivolge a un suo amico medico, il dottor Lugosi. Dopo la visita l'ammalato si sente subito meglio ma il giorno dopo il dottore ritorna con un accompagnatore che sottopone a Schroder una serie di strane domande. Al termine del pressante interrogatorio, il dottore rivela che Schroder è ammalato di lebbra e sotto la minaccia delle armi viene allontanato da casa e dal villaggio come un paria.

### Vecchio facocero
Il racconto è stato pubblicato per la prima volta sul Corriere della Sera il 2 febbraio 1940, successivamente ripubblicato nelle raccolte I sette messaggeri e Sessanta racconti.
In Africa due cacciatori inseguono un vecchio facocero sparandogli più volte. L'animale si trascina per chilometri, per poi morire lontano dal branco.

### Paura alla Scala
Il racconto è stato pubblicato per la prima in quattro puntate sul settimanale L'Europeo tra l'ottobre e il novembre del 1948, successivamente incluso nelle raccolte Paura alla Scala e Sessanta racconti.
Claudio Cottes si reca al Teatro alla Scala di Milano per la prima de La strage degli innocenti. Dopo lo spettacolo alle solite chiacchiere mondane si sovrappongono gli allarmismi di molti che affermano sia in corso un colpo di Stato. La paura spinge gli spettatori a rifugiarsi nel foyer: Cottes decide di uscire comunque ma dopo pochi passi cade a terra. C'è chi dice di aver sentito uno sparo che lo avrebbe ucciso. All'alba ci si rende conto che la rivoluzione non è avvenuta e i reclusi del teatro tornano a casa.

### Il borghese stregato
Pubblicato per la prima volta sul quotidiano il Corriere della Sera il 21 giugno 1942, è stato poi incluso nelle antologie Paura alla Scala e Sessanta racconti.
Giuseppe Gaspari, commerciante di cereali, trascorre le sue vacanze in un fantastico paese colmo di vallate: alla vista del bellissimo paesaggio, inizia a sognare e ricorda la sua fanciullezza. Passeggiando incontra dei ragazzi e inizia a giocare con loro ma il fantasioso gioco di guerra contro uno stregone e la sua banda si rivela essere realtà. L'uomo viene colpito dal loro nemico. Il protagonista, morendo, è contento di aver rivissuto in pochi attimi la sua infanzia distaccandosi, quindi, dal terribile mondo che lo circondava, dicendo: «Ti ho vinto miserabile mondo, non mi hai saputo tenere».

### Una goccia
Pubblicato per la prima volta sul Corriere della Sera il 25 gennaio 1945, è stato in seguito ripubblicato nelle raccolte Paura alla Scala, Sessanta racconti e La boutique del mistero.
Una notte una giovane cameriera in servizio in un appartamento del primo piano di un condominio sente il rumore di una goccia che sale le scale. Impaurita tenta di avvisare la padrona ma non viene creduta. Man mano però molti altri condomini si accorgono del misterioso e spaventoso fenomeno.

### La canzone di guerra
Il racconto è stato pubblicato per la prima volta il 21 luglio 1945 sulla rivista Oggi; successivamente è stato incluso nelle raccolte Paura alla Scala, Sessanta racconti e La boutique del mistero.
Le truppe avanzano vittoriose ma nonostante conquistino gloria e tesori, cantano di continuo la stessa triste canzone. Nessuno si spiega il motivo di quel malinconico inno cantato per anni dall'esercito trionfante fino a quando, dopo innumerevoli battaglie, tutto il regno è ricoperto di croci e di tombe.

### Il re a Horm el-Hagar
Pubblicato per la prima volta il 7 luglio 1946 sul quotidiano il Corriere Lombardo con il titolo Un re a Horm El-Hagar, quindi ripubblicato nelle raccolte Paura alla Scala e Sessanta racconti.
In Egitto, dopo sette anni di lavoro, l'egittologo Jean Leclerc riporta alla luce i resti del palazzo del faraone Menefta II. Giunge in visita al campo un anziano archeologo, il conte Mandranico. Sceso nei locali liberati dalla sabbia, l'anziano e strano individuo inizia a parlare con la statua del dio Thot, rinvenuta recentemente. La statua si muove e risponde e, poco dopo, inspiegabili frane iniziano a ricoprire le rovine mentre Mandranico, in gran fretta, abbandona gli scavi tra la costernazione di Lerclerc.

### La fine del mondo
Il racconto è stato pubblicato per la prima volta sul quotidiano il Corriere della Sera il 7 ottobre 1944 e successivamente incluso nelle raccolte Paura alla Scala, Sessanta racconti e La boutique del mistero.
La fine del mondo è stata annunciata e il panico si diffonde. In gran fretta le moltitudini si rivolgono ai preti per l'ultima confessione prima del giudizio universale.

### Qualche utile indicazione a due autentici gentiluomini (di cui uno deceduto per morte violenta)
Pubblicato per la prima volta nella raccolta Paura alla Scala e in seguito nel libro Sessanta racconti.
Una sera Stefano Consonni si imbatte in due fantasmi in una strada deserta. Uno dei due è stato assassinato in quella stessa strada due mesi prima ed è tornato sulla Terra per trovare l'omicida e ottenere vendetta. Stefano si burla delle due inoffensive entità quando l'assassinato, riconoscendo in Stefano l'omicida, gli pronostica la morte a causa di un sarcoma entro tre mesi. Stefano rimane sconvolto dalla notizia: vendetta è fatta.

### Inviti superflui
Il racconto è stato pubblicato per la prima volta nel numero del marzo 1946 della rivista I libri del giorno, successivamente ripubblicato nelle raccolte Paura alla Scala, Sessanta racconti e La boutique del mistero.
Il narratore rivolge parole d'amore a una donna, seppure consapevole che ella, da tempo, lo ha dimenticato. I loro caratteri e le loro passioni sono troppo diverse: lui così legato alla fantasia e ai sentimenti, lei attratta dai beni materiali.

### Racconto di Natale
Pubblicato per la prima volta sul numero di Natale del 1946 del quotidiano il Corriere della Sera con il titolo Lunga ricerca nella notte di Natale, in seguito incluso nelle antologie Paura alla Scala, Sessanta racconti e La boutique del mistero.
La notte della vigilia di Natale, nel duomo, don Valentino attende che l'arcivescovo celebri messa e caccia via un povero che gli chiede solo "un po' di Dio". Il suo egoismo fa allontanare il Signore dalla chiesa. Invano il prete cerca di farsene prestare un poco da altri, preoccupato che il prelato debba celebrare la messa nel duomo abbandonato dal Signore. Tutti gli negano aiuto e, non appena rifiutano il prestito, Dio li abbandona. Infine il prete ritorna al duomo e trova lì l'arcivescovo che sta celebrando messa in una chiesa colma di fedeli e di Dio: non era il Signore a essersi allontanato, ma gli egoisti ad averlo ripudiato.

### Il crollo della Baliverna
Pubblicato per la prima volta sul quotidiano il Corriere della Sera il 20 maggio 1951, quindi ripubblicato nell'omonima raccolta Il crollo della Baliverna e successivamente in Sessanta racconti.
Il narratore si reca per una passeggiata nel prato antistante la Baliverna, un fatiscente complesso occupato da senzatetto, accompagnato dal cognato, un suo collega e le figlie. Annoiato si arrampica sul muro dell'edificio smuovendo alcune pietre che causano l'inarrestabile crollo dell'edificio. Le vittime si contano a decine ma nessuno sembrerebbe averlo visto causare la tragedia. Due anni dopo il crollo, tuttavia, teme di essere stato visto arrampicarsi sulla Baliverna dal collega del cognato che lo assilla con ambigue allusioni, riempiendolo di paura.

### Il cane che ha visto Dio
Quando Galeone, il cane di un eremita, inizia a frequentare il paese, gli abitanti si sentono controllati dall'animale di un santo e iniziano a modificare i loro comportamenti in meglio. Galeone continua a frequentare il paese anche dopo la morte del padrone e, inspiegabilmente, anche dopo essere stato creduto morto, ucciso da una fucilata di uno snervato paesano. Quando il cane muore di vecchiaia si decide di seppellirlo fuori dal paese, vicino alla tomba dell'eremita. Giunti sul luogo della sepoltura, gli abitanti del paese si accorgono che sulla tomba del santo è riverso lo scheletro di un cane, lo stesso Galeone già morto anni prima.

### Qualcosa era successo
Pubblicato per la prima volta sul numero dell'8 luglio 1949 del Corriere della Sera, quindi ripubblicato nelle raccolte Il crollo della Baliverna e Sessanta racconti.
Durante un viaggio in treno da sud a nord dell'Italia il protagonista, dal finestrino, vede accadere alcuni episodi che lasciano intendere eventi drammatici: una donna terrorizzata, treni stracolmi di quelli che sembrano essere profughi, un brano di giornale svolazzante che sembra annunciare drammi in corso. All'arrivo a destinazione, in una stazione deserta, il silenzio è interrotto da un urlo agghiacciante.

### I topi
Il racconto è stato pubblicato per la prima volta il 9 agosto 1953 sul quotidiano il Corriere della Sera, successivamente ripubblicato nelle raccolte Il crollo della Baliverna e Sessanta racconti.
Il narratore da anni trascorreva un paio di settimane estive ospite nella villa di campagna dell'amico Giovanni Corio, con la famiglia di quest'ultimo. Di anno in anno nella casa era andata aumentando la presenza di topi, presenza sempre minimizzata dai Corio nonostante la moltitudine e la mole dei roditori andasse sempre più ad aumentare. Quest'anno, per la prima volta, l'invito per le vacanze non arriva: in una lettera Giovanni si scusa con l'amico accampando confusi motivi. I vicini dei Corio affermano che mostruosi roditori hanno colonizzato la villa e presa prigioniera la famiglia.

### Appuntamento con Einstein
Pubblicato per la prima volta il 5 gennaio 1950 sul Corriere della Sera, successivamente ripubblicato nelle raccolte Il crollo della Baliverna e Sessanta racconti.
Albert Einstein passeggia tra i viali di Princeton quando incontra il diavolo Iblīs, l'Angelo della morte che gli comunica di volerlo portare via con sé. Lo scienziato gli chiede una proroga per terminare i suoi studi; il diavolo acconsente. Quando Einsten ha finalmente concluso le sue ricerche si consegna a Iblīs che, tuttavia, gli rivela di non volere la sua morte ma di averlo costretto, con tale minaccia, ad affrettare i suoi studi che all'inferno ritengono saranno utili ai loro scopi.

### Gli amici
Pubblicato per la prima volta sul numero del 3 luglio 1952 del Corriere della Sera, successivamente incluso nelle raccolte Il crollo della Baliverna e Sessanta racconti.
Toni Appacher, defunto da venti giorni, per un disguido non può tornare nell'oltretomba prima di un mese. Come un fantasma si presenta a vari amici chiedendo asilo che gli viene negato: i vivi, infastiditi dalla sua presenza oppure impauriti, accampano futili motivi allontanandolo. Appalacher, dopo inutili tentativi, si dilegua nella notte, ripudiato dagli amici.

### I reziarii
Il racconto è stato pubblicato per la prima volta il 19 ottobre 1947 sul quotidiano il Corriere della Sera, successivamente incluso nelle antologie Il crollo della Baliverna e Sessanta racconti.
Un religioso, durante una passeggiata in campagna, costringe al combattimento due ragni che, come fossero dei gladiatori reziari si fronteggiano con violenza fino a quando il più piccolo dei due muore. Tardivamente il religioso è preso dal pentimento per la crudele azione e sente incombere dietro di sé qualcosa che lo sta osservando.

### All'idrogeno
Il racconto che è stato pubblicato per la prima volta il 15 febbraio 1950 sul Corriere della Sera, è stato successivamente incluso nelle raccolte Il crollo della Baliverna e Sessanta racconti.
In piena notte una squadra di operai sta consegnando una bomba atomica in un condominio. Il panico si diffonde fino a quando qualcuno non legge sulla cassa il nome di uno dei vicini. La bomba è destinata a lui, personalmente. I condomini si rallegrano per lo scampato pericolo mentre il destinatario della bomba è sopraffatto dalla notizia.

### L'uomo che volle guarire
Il racconto è stato pubblicato per la prima volta sul quotidiano il Corriere della Sera nel numero del 20 luglio 1952: successivamente è stato ripubblicato nelle raccolte Il crollo della Baliverna e Sessanta racconti.
In un lebbrosario solo un nobile cavaliere vuole veramente guarire: egli ama talmente la vita che ogni suo sforzo è rivolto alla guarigione mentre gli altri malati si sono rassegnati. L'uomo rivolge nella preghiera tutte le sue speranze e dopo due anni il male comincia ad arretrare. Una volta guarito può uscire ma le cose terrene non l'attraggono più. L'incessante rivolgersi a Dio lo ha cambiato intimamente e decide di rimanere al lazzaretto per consolare i malati.

### 24 marzo 1958
Il racconto è stato pubblicato la prima volta sul Corriere della Sera il 7 gennaio 1949, successivamente ristampato nelle raccolte Il crollo della Baliverna e Sessanta racconti.
Tra il 1955 e il 1958 sono state lanciate tre astronavi che, nel 1975 continuano a orbitare intorno alla Terra. Gli equipaggi sono scomparsi subito dopo essere entrati in orbita. Dai loro ultimi messaggi si è compreso che il paradiso si trova subito dopo l'atmosfera terrestre e intrappola l'umanità sulla Terra negandogli l'accesso allo spazio.

### Le tentazioni di sant'Antonio
Il racconto è stato pubblicato per la prima il 14 ottobre del 1950 sul Corriere della Sera e poi incluso nelle raccolte Il crollo della Baliverna e Sessanta racconti.
Don Antonio, giovanissimo prete di campagna, sta catechizzando dei ragazzi della parrocchia: nel cielo si vanno formando delle nubi la cui forma, di volta in volta, il prete interpreta come segni di tentazione. Il tutto dura pochi minuti e al prete rimarrà il dubbio se la scena sia stata un evento demoniaco oppure solo suggestione.

### Il bambino tiranno
Il racconto è stato pubblicato per la prima volta sul quotidiano il Corriere della Sera il 14 gennaio 1951, successivamente ristampato nelle antologie Il crollo della Baliverna e Sessanta racconti.
Il bambino Giorgio era il tiranno di casa e incuteva timore ai familiari con i suoi capricci e le sue angherie. L'accidentale rottura di un giocattolo, da parte del nonno, getta la famiglia nel panico per alcuni giorni, in attesa che il bambino scopra il danno.

### Rigoletto
Il racconto è stato pubblicato per la prima volta sul Corriere della Sera il 4 gennaio 1948, quindi ripubblicato nelle raccolte Il crollo della Baliverna e Sessanta racconti.
Per la prima volta nell'anniversario dell'indipendenza sfila in armi un reparto dotato di "arma atomica". Al comando del reparto, composto da soldati dimessi e trasandati, c'è un militare gobbo che gli spettatori chiamano "Rigoletto". Improvvisamente dalle armi atomiche si sviluppano alte volute di polvere. Il panico si diffonde e poi si scatena il dramma.

### Il musicista invidioso
Il racconto è stato pubblicato per la prima volta sul numero del 10 giugno 1951 del Corriere della Sera, poi incluso nelle raccolte Il crollo della Baliverna e Sessanta racconti.
Augusto Gorgia è un famoso compositore: più volte ha modo di ascoltare una musica strana ma straordinaria e rivoluzionaria. Quando scopre che il geniale autore dell'opera è suo vecchio compagno di conservatorio, ritenuto poco dotato, è colto da malore causato dall'invidia.

### Notte d'inverno a Filadelfia
Il racconto è stato pubblicato per la prima volta nel numero del 2 ottobre 1948 del Corriere della Sera, quindi incluso nelle raccolte Il crollo della Baliverna e Sessanta racconti. La storia si ispira a un fatto di cronaca avvenuto nel luglio del 1945 in Val Canali, il ritrovamento da parte della guida alpina Gabriele Franceschini, amico di Buzzati, di un paracadute di un militare statunitense e di alcuni suoi oggetti personali.
Durante un'escursione in Val Canali nel luglio del 1945, la guida alpina Gabriele Franceschini scorge appeso alle rocce, a strapiombo su di un dirupo, un paracadute e il giubbotto dell'aviatore statunitense Lt. F. P. Muller di Filadelfia. Più tardi rinviene il corpo dell'uomo. Un plotone inviato dal comando statunitense tenta con imperizia di riportare la salma a valle senza successo. Il corpo viene abbandonato e seppellito mesi dopo dal custode del rifugio Treviso. In un flashback si vede il tenente Muller gettarsi con il paracadute da un aereo in avaria insieme e rimanere appeso sulle rocce. Liberatosi dalle cinghie, precipita in un dirupo e tenta inutilmente di richiamare l'attenzione dei compagni, e di uscire dal burrone. Muore congelato ripensando alla sua città, Filadelfia.

### La frana
Il racconto è stato pubblicato per la prima volta nella raccolta Il crollo della Baliverna, quindi ripubblicato nell'antologia Sessanta racconti.
A un giovane giornalista alle prime armi viene affidata la cronaca di una tragica frana. Il giornalista si reca di buon ora sul luogo ma tutte le ricerche della frana sono vane fino a quando il giornalista si arrende all'evidenza: nessuna tragedia è avvenuta. Tornando indietro in auto, lungo i tornanti, l'uomo ode il rumore di una frana che si sta per abbattere su di lui.

### Non aspettavano altro
Il racconto è stato pubblicato per la prima volta sulla rivista Oggi nel numero del 7 dicembre 1948 e successivamente incluso nelle raccolte Il crollo della Baliverna e Sessanta racconti.
Anna e Antonio giungono in una torrida giornata alla stazione di una grande città, dovendo proseguire il viaggio con la coincidenza del giorno dopo. Accaldati e stanchi cercano inutilmente una sistemazione per la notte, ma vengono inspiegabilmente rifiutati da tutti gli albergatori. Anna, stremata, cerca refrigerio in una fontana. Il suo gesto scatena la riprovazione dei locali che, in un'escalation di violenza, aggrediscono i due rinchiudendoli in una gabbia.

### Il disco si posò
Il racconto è stato pubblicato per la prima volta il 25 marzo del 1950 sul Corriere della Sera, successivamente ripubblicato nelle antologie Il crollo della Baliverna e Sessanta racconti.
Una sera un disco volante atterra sul tetto di una chiesa di campagna. Due alieni ne scendono e, parlando con il parroco don Pietro, rivelano che il loro popolo è immune dal peccato originale ma non rivolgono a Dio preghiere o pensieri. Quando gli extraterrestri ripartono, il prete immagina che Dio preferisca gli uomini, peccatori ma pieni di sentimenti, ai marziani, puri dal peccato ma indifferenti.

### L'inaugurazione della strada
Il racconto è stato pubblicato per la prima volta sulla rivista Oggi il 22 agosto 1948 con il titolo La nuova strada; è stato successivamente sottoposto ad ampia revisione e ripubblicato nella raccolta Sessanta racconti.
Trama
Dopo anni di lavoro, la strada che collega la capitale con il paese di San Piero è terminata. L'inaugurazione viene fissata per il 20 giugno 1845 e la delegazione delle Autorità si incammina verso il paese a bordo di quattro carrozze. Il viaggio inaugurale incomincia il giorno prima e si rivela inizialmente agevole ma, a mano a mano che il convoglio si avvicina alla meta, dovendo percorrere la nuova strada per circa ottanta chilometri, incontra sempre maggiori difficoltà. La strada che avrebbe dovuto essere incompleta per gli ultimi venti chilometri ma comunque facilmente percorribile, è invece disastrata; una prima carrozza si rompe sul fondo sconnesso. I passeggeri si stipano nelle restanti tre carrozze e il viaggio prosegue fino a quando anche una seconda carrozza si sfascia. Il conte Carlo Mortimer, capo delegazione, si infuria con Franco Mazzaroli, il costruttore e appaltatore in viaggio con loro ma, cercandolo per rimproverarlo, lo scopre inspiegabilmente scomparso. Informazioni raccolte lungo la strada suggeriscono che il paese sia distante solo due ore di cammino e il conte è fermamente deciso ad arrivare a destinazione, anche a piedi. Alcuni passeggeri tornano indietro mentre Mortimer, la scorta armata a cavallo e altri notabili proseguono a piedi sul quasi impraticabile sentiero. Quando i cavalli si rifiutano di continuare il conte, non volendo deludere gli abitanti di San Piero che lo aspettano per i festeggiamenti, continua il viaggio con soli tre compagni. Un contadino, interrogato, assicura che ci vogliono almeno altre quattro ore di cammino per il paese. Alla sera, un vecchietto incrociato tra i monti, non sa di preciso dove sia San Piero ma, crede, molto lontano oltre l'orizzonte. Mortimer vuole comunque continuare e, al mattino, congedatosi con i compagni, prosegue da solo il viaggio sul terreno pietroso.

### L'incantesimo della natura
Pubblicato per la prima volta sul quotidiano il Corriere della Sera il 27 dicembre 1953, è stato successivamente incluso nella raccolta Sessanta racconti.
Trama
Il cinquantaduenne Adolfo Lo Ritto, da tempo ammalato, è a letto quando all'una e un quarto di notte, la moglie rientra a casa. Interrogata dal marito, la trentottenne dichiara di essere stata al cinema con un'amica ma, messa alle strette dall'uomo, rifiuta di rispondere alle accuse di tradimento e con odio inizia a insultare il marito. Lo accusa di essere un fallito, un derelitto; l'uomo, dal canto suo, la insulta additandola come fedifraga e libertina. La lite aumenta quando i due, dalla finestra, con orrore si accorgono che la luna ha assunto dimensioni inaudite e da essa si diffonde una luce irreale. Impauriti i due si abbracciano chiedendo reciprocamente perdono.

### Le mura di Anagoor
Il racconto è stato pubblicato per la prima volta sul quotidiano il Corriere della Sera il 27 giugno del 1954, quindi inserito nella raccolta Sessanta racconti.
Trama
Magalon, una guida indigena del Tibesti, propone al narratore un viaggio verso la città di Anagoor. L'uomo è perplesso perché nessuna cartina riporta il luogo ma, incuriosto dalla descrizione, accetta l'invito. I due partono di notte e viaggiano in auto nel deserto, verso sud. In tarda mattinata giungono in vista della fantomatica città, cinta per chilometri da mura alte dai venti ai trenta metri, con molte porte, tutte serrate. Fuori dalla cinta muraria vi sono accampamenti composti da tende di diverse fatture, dalle più miserabili alle più sfarzose. Magalon spiega che gli accampati attendono che una delle porte si apra permettendo l'ingresso nella città. Le leggende narrano che ciò è già avvenuto, ma nessuno sa dire con certezza quando. L'attesa non scoraggia e la volontà di essere ammessi nella città di Anagoor è così forte che pochi desistono: gli astanti attendono per anni. Il narratore stesso rimane fuori dalle mura per ventiquattro anni sperando nell'apertura di una delle porte, prima di abbandonare e ritornare indietro.

### Direttissimo
Pubblicato per la prima volta sul quotidiano il Corriere della Sera il 10 dicembre 1954, è stato successivamente incluso nella raccolta Sessanta racconti.
Trama
Il narratore parte per un importante viaggio con un treno che, dopo cinque fermate, lo porterà a destinazione nella città nella quale le sue aspirazioni saranno coronate. Dopo pochi minuti alcuni passeggeri si mostrano contrariati per la velocità tenuta, nonostante il treno sembri viaggiare rapidissimo e in orario. Alla prima fermata il narratore scende e si dirige al ristorante della stazione dove ha un importante incontro di lavoro. A causa del ritardo accumulato e dovendo assolutamente risalire sullo stesso treno, il narratore mette fretta all'interlocutore, l'ingegner Moffin che, stizzito, decide di rimandare la conclusione dell'affare allorquando il narratore avrà meno fretta. Il viaggio riprende e il ritardo accumulato aumenta: alla seconda stazione il narratore arriva con mezz'ora di ritardo e scende nuovamente per incontrare Rosanna, la donna da lui amata e con la quale aveva un appuntamento. La vede allontanarsi sulla banchina: il treno non aspetta e il narratore non può correrle dietro. Risale a bordo. Alla terza fermata un comitato e una banda musicale avrebbero dovuto festeggiare l'arrivo del narratore ma, dopo mesi di ritardo, ad attenderlo non c'è più nessuno. Il viaggio riprende, il treno è sempre più lento e il ritardo si accumula. Alla quarta fermata l'incontro nella sala d'aspetto della stazione è con la madre del narratore che l'ha atteso per quasi quattro anni e vorrebbe che lui non ripartisse subito. Il narratore, accetta di interrompere il viaggio per trascorrere più tempo con la madre ma la donna, resasi conto dell'importanza del viaggio per il futuro del figlio, insiste affinché risalga a bordo. Il treno riparte ma non si sa quando e se giungerà a destinazione; il narratore si chiede se sia valsa la pena fuggire con tanta fretta dai luoghi e dalle persone amate.

### La città personale
Il racconto è stato pubblicato per la prima volta nella raccolta Sessanta racconti.
Trama
Il narratore vive in una città di cui è l'unico abitante. I visitatori giungono durante il giorno e vengono accompagnati nella visita dei monumenti, delle chiese più importanti, del museo locale, dal narratore stesso. I visitatori rimangono indifferenti e non toccati dal giro turistico: vorrebbero invece essere condotti nelle zone più "pittoresche" ma meno sicure della città, oppure vorrebbero conoscerne i più nascosti segreti. L'accompagnatore, tuttavia, mantiene il giro turistico lungo i percorsi usuali. Quando arriva il crepuscolo tutti i turisti sono colti dalla fretta di lasciare la città e il narratore, non riuscendo a trattenerli, rimane solo nella sua "città personale", oramai deserta. Solo un cane, somigliante al suo vecchio Spartaco, gira per le strade, senza curare il suo ex-padrone di attenzioni.

### Sciopero dei telefoni
Il racconto è stato pubblicato per la prima volta sul Corriere della Sera il 14 aprile 1955, quindi inserito nella raccolta Sessanta racconti.
Trama
Durante uno sciopero della compagnia telefonica avvengono curiosi disservizi. Nelle comunicazioni private si intromettono voci estranee. I pettegolezzi vengono irrisi da anonimi interlocutori e le persone dileggiate fino a quando, nella comunicazione, non si intromette una voce maschile vivida, aperta e autoritaria che rivelando informazioni sugli altri intervenuti, lascia intendere di conoscerli tutti personalmente, addirittura indicando particolari inaspettati. La misteriosa voce riporta l'ordine nella comunicazione telefonica, azzittendo i più volgari e gli stupidi commenti. L'uomo inizia a cantare con la sua voce meravigliosa trascinando tutti nella festa invitando tutti a intervenire. La condivisione di sentimenti positivi si prolunga fino a mezzanotte allorquando l'uomo abbandona la comunicazione salutando tutti. Chi fosse non si sa: un mago, un angelo, un veggente? Forse semplicemente la speranza che si nasconde tra gli angoli più inaspettati per riscattare le meschinità umane.

### La corsa dietro il vento
Pubblicato per la prima volta sul quotidiano il Corriere della Sera il 13 marzo 1955, è stato successivamente inserito nell'antologia Sessanta racconti.
Trama
Un celebre scrittore partecipa al funerale di un collega e, tra sé e sé, definisce i convenuti "cretini" e adocchia le giovani ragazze. Una nobile signora vieta alla figlia di partecipare a una festa di beneficenza, preoccupata che l'ambiente non sia all'altezza del buon nome della famiglia. Dal sarto un avvocato si incaponisce sulla foggia del vestito, arrabbiandosi. Un contadino si inorgoglisce per la sua forza vantandosi con il prete del paese. Un professore universitario si offende per non essere stato citato come prima firma di una pubblicazione di diritto pubblico. Una matura signora, dal parrucchiere, si interroga sul colore dei capelli più alla moda. Al bar, un ometto, si mette in luce con i presenti vantando la sua intima amicizia con un famoso calciatore. Una signora millanta la sua presunta nobiltà facendosi chiamare "contessa". Un sindaco si reca all'anagrafe per sperimentare la nuova macchina del casellario. Tra i morti di un giorno scelto a caso, figurano lo scrittore, la nobile signora, l'avvocato, il contadino, il professore, la matura signora, l'ometto, e la finta contessa.

### Due pesi due misure
Pubblicato per la prima volta sul Corriere della Sera il 13 maggio 1955, è stato successivamente incluso nella raccolta Sessanta racconti.
Trama
Beniamino Farren scrive al direttore del quotidiano New Globe, incensandolo per l'ottimo lavoro ma, al contempo, lamentandosi per la scarsa professionalità del giornalista George Mac Namara, i cui articoli, a suo dire, sono eccessivamente umoristici, prolissi e banali. La lettera non viene firmata e viene spedita anonimamente. Lo stesso Farren lavora al New Globe come redattore e, incrociando Mc Namara nei corridoi del giornale, si complimenta con lui per l'ultimo articolo da lui pubblicato sull'ultimo numero, dopo di che inizia a scrivere un pezzo di cronaca sarcastico, infarcito di luoghi comuni e frasi a effetto.
La signora Franca Amabili redarguisce fermamente un carrettiere per aver trattato con rudezza il suo mulo che non voleva muoversi. La stessa signora, al ristorante, narrando la vicenda ad amici, ordina del salmone (pescato e ucciso con violenza), e della carne di vitella (brutalmente macellata al mattatoio).
Una squadra di archeologi riporta alla luce una tomba antichissima con i suoi tesori. Gli studiosi vengono ricoperti di onori per l'impresa. Nello stesso sito, migliaia di anni prima, furono giustiziati sei o sette uomini, scoperti a profanare la tomba e a sottrarre gli ori al suo interno.
Un uomo male in arnese intrattiene i passanti figendo di avere un animaletto ammaestrato dentro una scatola. Una ragazza si ferma ingenuamente ma l'amica più scaltra la trascina via indispettita per la beffa. Le stesse due giovani si recano alla mostra di un pittore moderno e mentre l'ingenua confessa la sua incapacità a comprendere le opere, la più scaltra, seguendo con interesse le circonvolute spiegazioni dell'esperto, rimprovera l'amica per la sua arretratezza culturale.

### Le precauzioni inutili
Il racconto è stato pubblicato per la prima volta sul Corriere della Sera il 15 giugno 1955, quindi inserito nella raccolta Sessanta racconti.
Trama
Un piazzista entra in banca per cambiare un assegno da 4 000 £. Alla sua richiesta l'impiegato effettua vari controlli sulla firma e sui documenti dell'uomo, quindi si rivolge al direttore della filiale per fugare alcuni dubbi sulla validità del titolo. Il piazzista viene trattato con sospetto anche dal cassiere che, nonostante i lunghi controlli, porge all'uomo, per errore, la somma di 40 000 £.
Un funzionario di un Ministero incontra nei corridoi un suo sottoposto, con fama di delatore. Scambiando con quest'ultimo due parole di convenevoli, viene a sapere che alcuni pettegoli lo accusano di essere un calunniatore e di sparlare contro il loro capo, il maresciallo Baltazano, e di preferirgli invece il suo avversario politico, Imenez. Il funzionario, per difendersi da quella che ritiene essere una trappola della subdola spia, plaude incondizionatamente il maresciallo e denigra Imenez, scoprendo poi, atterrito, che proprio quel giorno il maresciallo era stato arrestato e sostituito da Imenez. Il funzionario era caduto nel trabocchetto della spia, colto a denigrare in pubblico il loro nuovo capo.
Fritz Martella, ricco proprietario, atterrito dalla possibilità di essere derubato, di nascosto, seppellisce nel bosco un baule pieno di beni preziosi. Colto dalla paura che i ladri possano notare la terra smossa, alcuni giorni dopo torna sul luogo per recuperare il suo tesoro. Il caso ha voluto che, nel frattempo, alcuni assassini e rapinatori, volendosi disfare del corpo di una loro vittima, abbiano notato lo scavo recente, sottratto il tesoro e seppellito al posto del baule il cadavere. Martella viene fermato dai gendarmi, alla ricerca del cadavere dell'assassinato, proprio mentre sta iniziando lo scavo.
Una ragazza, abbandonata dal fidanzato, per mesi ha tentato di liberarsi del ricordo dell'amato, bruciando lettere e oggetti, cambiando casa e amicizie, sfiancandosi dalla fatica nel lavoro. Proprio quando crede di aver dimenticato l'uomo, le prime note di una canzone, provenienti dalla radio in una casa vicina, le riaccendono i ricordi e il dolore, gettandola nella disperazione.

### Il tiranno malato
Pubblicato per la prima volta sul quotidiano il Corriere della Sera il 14 agosto del 1955, quindi inserito nell'antologia Sessanta racconti e nella raccolta La boutique del mistero del 1968.
Trama
Una sera, come tutti i giorni, il mastino Tronk viene portato a passeggio dal padrone nel desolato prato di periferia. Il cane è il tiranno del quartiere ed è temuto dagli altri cani ma una sera il volpino Leo, leggendo nell'acerrimo nemico i segni di un'inconsueta debolezza, improvvisamente si avventa su di lui, seguito poco dopo nell'attacco da Panzer, un cane lupo. Il padrone di Tronk riesce a fatica a separare gli animali ma, quando un terzo cane si aggiunge all'attacco, è costretto a correre via per chiedere aiuto. Tronk si difende con difficoltà dai cani nemici quando, improvvisamente, questi desistono e si ritirano. Non è il mastino, ma è ciò che lo ha reso debole che li fa indietreggiare impauriti, mentre la morte, tra gli ultimi sguardi dell'"imperatore", si impossessa del corpo del vecchio tiranno.

### Il problema dei posteggi
Il racconto è stato pubblicato per la prima volta sul Corriere della Sera il 2 novembre 1955, quindi inserito nella raccolta Sessanta racconti.
Trama
Il narratore si lamenta che in città il problema dei parcheggi si sia fatto irrisolvibile. Una volta la vita per gli automobilisti era facile ma adesso trovare un posto per parcheggiare è diventato un'impresa. Recandosi al lavoro esce con ore di anticipo e cerca a lungo un posto ma sono tutti occupati o riservati e i cartelli di divieto incomprensibili o ermetici. Quando vede un piccolissimo spazio per la sua utilitaria si incunea tra due auto per scoprire poi che è riservato, allontanato in malo modo da un portiere. Più tardi vede una signora apprestarsi a liberare un parcheggio e cerca di occuparlo ma il traffico e lo strombazzare delle auto gli impediscono la manovra e quindi desiste. Il narratore sta facendo tardi al lavoro e decide quindi di avvisare l'usciere dell'ufficio. Giunto davanti al fabbricato con gioia vede un posteggio proprio lì davanti. Dalla finestra dell'ufficio vigila sulla sua utilitaria ma alcune ore dopo, con raccapriccio, si accorge di averla parcheggiata davanti a un passo carraio e che tre operai la stanno spostando di peso in mezzo alla carreggiata. Il narratore si precipita in strada e convince i vigili a non multarlo, riprendendo la vana ricerca per un posteggio. Giunge fino in periferia, in aperta campagna, ormai convinto di essere stato licenziato per essersi allontanato dal lavoro così a lungo. Decide di abbandonare lì la sua auto, per sempre; dopo aver preso commiato con la sua utilitaria vede un guardiano che strillando gli ingiunge di liberare il parcheggio. Il narratore fugge ignorando i richiami dell'uomo correndo via felice, finalmente libero.

### Era proibito
Il racconto è stato pubblicato per la prima volta sul quotidiano il Corriere della Sera, nel numero del 4 dicembre 1955, quindi inserito nella raccolta Sessanta racconti.
Trama
Il governo aveva proibito la poesia perché «apriva il varco alle peccaminose intemperanze della fantasia»; l'onorevole Walter Montichiari, ministro del "Progresso", era stato il propugnatore delle leggi e il più accanito sostenitore dei divieti. I poeti erano stati messi alla gogna e le loro opere distrutte. Una sera, però, vide sua figlia Giorgina che osservava romanticamente la luna e insospettito si recò al ministero: lì vide i suoi uomini scrivere delle poesie. Perché trasgredivano la legge? Non bastavano le leggi e i castighi a sopprimere l'odiata poesia? Il Ministero era caduto ed era scoppiata la Rivoluzione.

### L'invincibile
Pubblicato per la prima volta sul quotidiano il Corriere della Sera il 22 aprile 1956, quindi ripubblicato nella raccolta Sessanta racconti.
Trama
Il professore Ernesto Manarini, fisico dilettante, durante un esperimento scopre il modo di far scoppiare a distanza gli esplosivi. È iniziata la guerra e il Professore sottopone la sua invenzione al Capo di Stato Maggiore. Grazie al dispositivo di Manarini il nemico viene sconfitto e la guerra vinta. Al Professore viene assegnato il Premio Nobel per la pace e viene eletto Capo dello Stato.

### Una lettera d'amore
Il racconto è stato pubblicato per la prima volta sul quotidiano il Corriere della Sera, nel numero del 5 gennaio 1956, quindi inserito nella raccolta Sessanta racconti.
Trama
Il trentunenne Enrico Rocco, amministratore di un'importante azienda, si strugge d'amore per Ornella, non ricambiato. Una mattina, durante il lavoro, inizia a scriverle un'accorata lettera che vuole spedire al più presto, entro il pomeriggio. Nonostante abbia dato precise disposizioni di non essere disturbato, impegni indifferibili, telefonate urgenti e appuntamenti irrimandabili continuano a distrarlo costringendolo ripetutamente a interrompere la scrittura. Di sera, alla fine della giornata di lavoro, liberando lo studio per recarsi a casa, trova sulla scrivania, sotto una pila di pratiche, la lettera abbozzata ma non la riconosce come opera sua: e non ricorda neppure chi sia "Ornella".

### Battaglia notturna alla Biennale di Venezia
Pubblicato per la prima volta sul Corriere della Sera il 5 ottobre 1956, è stato successivamente incluso nella raccolta Sessanta racconti.
Trama
Il defunto Ardente Prestinari, quando in vita pittore di discreta fama, dall'aldilà osserva l'allestimento di una sala a lui dedicata alla Biennale di Venezia. Nonostante gli amici tentino di dissuaderlo, l'anima dell'uomo decide di scendere sulla Terra per vedere cosa i visitatori pensino della sua arte. L'allestimento lo soddisfa ma si accorge di piccoli errori nei quadri che, pur volendo, non può più correggere. I commenti dei visitatori lo infastidiscono: alcuni sono distratti e due turisti, attirati dal panorama di Montmartre raffigurato su una tela, cercano nella pittura quel ristorantino dove mangiarono lumache tre giorni prima. I commenti dell'amico Matteo Dolabella lo indispettiscono: seppure egli spenda parole di apprezzamento per il pittore defunto, critica i colori usati nelle sue opere. Infastidito Prestinari si reca nelle altre sale dove le opere d'arte astratta si animano e le forme astruse escono dai quadri per prenderlo in giro. Il pittore, con tristezza, capisce che seppure distante dalla sua concezione dell'arte quelle opere palpitano di vita, al contrario di lui, destinato all'oblio.

### Occhio per occhio
Il racconto è stato pubblicato per la prima volta sul quotidiano il Corriere della Sera, nel numero del 22 settembre 1956, quindi inserito nella raccolta Sessanta racconti.
Trama
I membri della famiglia Martorani si ritirano nella casa di campagna dopo essere stati al cinema in città. Discutono sulla necessità di vendicarsi dei torti subiti, argomento centrale del film Il sigillo di porpora, ma le opinioni sono discordanti: il padre Claudio e la figlia Victoria ritengono che la vendetta sia un obbligo per chi è stato oppresso mentre il figlio Giandomenico è convinto che la vendetta sia un sentimento degradante. La zia Matelda afferma che "il sangue chiama sangue" mentre la signora Martorani e il genero Claudio non si esprimono. Aperta la porta di casa vedono una fila di scarafaggi, o meglio di rincoti, dirigersi verso un mobile e iniziano a massacrarli con determinazione. Quando la strage è compiuta, si odono dei rumori dal piano di sopra e dal giardino: enormi insetti parlanti si vendicano uccidendo tutta la famiglia Martorani.

### Grandezza dell'uomo
Pubblicato per la prima volta sul quotidiano il Corriere della Sera il 13 ottobre del 1956, quindi ripubblicato nella raccolta Sessanta racconti.
Trama
Un nuovo detenuto viene rinchiuso in prigione: è un minuto e anziano signore arrestato per vagabondaggio che racconta la sua storia ai compagni di cella. Si chiama Morro il Grande e all'ilarità degli altri detenuti spiega che il suo altisonante nome era stato al centro di molte coincidenze. Una volta, chiedendo l'elemosina era stato scambiato per un ladro e, messo di fronte al derubato per chiarire l'errore, un ricchissimo mercante, aveva scoperto che anche quest'ultimo si chiamava Morro il Grande. Il mercante, divertito per la coincidenza, aveva raccontato che anche a lui, anni prima, era successo d'incontrare un omonimo: durante un viaggio in India aveva conosciuto un uomo famosissimo per il suo intelletto, di nome Morro il Grande. Lo scienziato e filosofo aveva raccontato al mercante di aver conosciuto durante un viaggio nelle Isole del Levante un re ammirato per le sue gesta di nome Morro il Grande. L'eroe aveva raccontato allo scienziato che durante una campagna d'armi in Europa aveva conosciuto un uomo con il suo stesso nome: un povero eremita tenuto in grandissimo rispetto per la sua umiltà. I compagni di cella dell'anziano immaginano che quel rispettato eremita potesse essere lo stesso minuto vecchietto.

### La parola proibita
Il racconto è stato pubblicato per la prima volta sul quotidiano il Corriere della Sera, nel numero del 28 agosto 1956, quindi inserito nella raccolta Sessanta racconti.
Trama
Il narratore si accorge che nella città in cui si è trasferito da tre mesi, c'è una parola che è stata messa al bando; nessuno ne parla apertamente ma la convinzione gli deriva da piccoli indizi. Ne parla con il suo amico Geronimo, da vent'anni nella città per lavoro. Geronimo conferma che una parola è stata bandita dalle conversazioni e dalla scrittura e, nonostante le molte insistenze del narratore, non vuole rivelare quale sia. Un esperimento del governo ha voluto così testare il grado di conformismo della popolazione che, seppure senza uno specifico divieto, si è adeguata alla consuetudine che è diventata regola inviolabile al punto da rendere una banale parola invisibile nelle letture o inascoltata qualora pronunciata per errore. Nel racconto in effetti, in due occasioni tra le parole del testo vi è uno spazio bianco che sostituisce la parola innominabile.

### I santi
Pubblicato per la prima volta sul quotidiano il Corriere della Sera il 1º luglio del 1956, quindi ristampato nella raccolta Sessanta racconti.
Trama
I santi vivono in paradiso in deliziose casette prospicienti l'oceano che rappresenta Dio. Tra di essi vi è un santo minore, san Gancillo, di origini umili e poco ricordato nel suo paese di origine a differenza di san Marcolino, a cui invece è stato dedicato un altare nella chiesa maggiore e che è oggetto di grande devozione. Gancillo si accorge che quotidianamente gli altri santi ricevono moltissime lettere contenenti preghiere o suppliche e, sentendosi in colpa per non poter aiutare gli altri, tenta con piccoli miracoli di risollevare la sua notorietà e poter così anche lui ricevere richieste dai fedeli. I suoi piani non riescono e i piccoli miracoli, comunque non ben visti in paradiso, vengono erroneamente attribuiti a san Marcolino. Gancillo si rassegna e strige amicizia con Marcolino dal quale riceve apprezzamenti per la sua bontà.

### Il critico d'arte
Pubblicato per la prima volta sul quotidiano il Corriere della Sera il 20 luglio del 1956, quindi ripubblicato nella raccolta Sessanta racconti.
Trama
Il famoso critico d'arte Paolo Malusardi è in visita alla DCXXII Biennale di Venezia e tra i tanti artisti esposti nota le opere di Leo Squittinna, un pittore astrattista non molto noto e sul quale pensa di poter scrivere una critica originale. In albergo inizia ad abbozzare il pezzo utilizzando la classica prosa ricercata e iniziatica tipica delle sue critiche:
Improvvisamente ha un'idea: se dall'ermetismo letterario era nata una critica ermetica, lui, per scrivere di astrattismo, avrebbe utilizzato una prosa astratta: riformula quindi il suo testo:
Soddisfatto Malusardi manda alle stampe il pezzo.

### Una pallottola di carta
Il racconto è stato pubblicato per la prima volta sul quotidiano il Corriere della Sera, nel numero del 30 ottobre 1956, quindi incluso nella raccolta Sessanta racconti.
Trama
Passeggiando di notte il narratore e un amico passano sotto la casa dove un famoso poeta vive e compone le sue opere. Improvvisamente, dalla finestra illuminata dell'ultimo piano, viene gettato per strada un foglio di carta stracciato e appallottolato. L'amico vorrebbe ricomporre il foglio per leggerlo subito, pensando che possa essere un componimento inedito del grande artista, tanto restio a pubblicare le sue opere. Il narratore, invece, lo ripone via con cura e lo conserva senza leggerlo, attribuendo alla possibilità che contenga un capolavoro il massimo valore, senza voler correre il rischio di scoprire invece, che il testo non sia altro che uno scritto banale o, magari, offensivo.

### La peste motoria
Pubblicato per la prima volta nel numero del 9 dicembre 1956 del Corriere della Sera, quindi ristampato nella raccolta Sessanta racconti.
Trama
L'autista della marchesa Rosanna Finamore assiste, in un'officina, all'arrivo del proprietario di un'auto estera che lamenta un guasto al motore. Il capofficina, udendo gli strani rumori provenire dal cofano, sbiancando in volto, caccia via l'uomo asserendo che la macchina sia affetta dalla "peste", i cui effetti ha avuto modo di conoscere quando lavorava in Messico. Tre settimane dopo il Comune emette un'ordinanza con la quale autorizza le forze dell'ordine a introdursi nei parcheggi e nei garage privati per verificare l'efficienza degli autoveicoli con la facoltà, se necessario, di poterne disporre il "ricovero conservativo". Due giorni dopo la "peste motoria" si diffonde nella provincia, portando al blocco e alla successiva putrefazione dei motori di 5 000 auto tra le 200 000 circolanti. Appurato che l'infezione si diffonde attraverso i fumi di scarico, i proprietari delle auto evitano le strade affollate e le rimesse. L'epidemia sembra arrestarsi e le auto ricominciano a circolare ma è una falsa tregua e la malattia ricomincia a propagarsi con rinnovato vigore tra le auto che avevano ripreso a circolare senza cautela; le strade sono affollate di rottami e le macchine in panne vengono bruciate senza troppi riguardi dai monatti incaricati. L'autista della marchesa, molto legato alla Rolls-Royce padronale, si accorge che dal motore dell'auto spenta provengono dei gemiti. L'autista telefona subito al meccanico Celada confidando che, con la sua pregressa esperienza con la peste, riesca a guarire l'auto. Nella notte nel garage della marchesa giunge Celada, accompagnato da alcuni incaricati del Comune che, incuranti delle preghiere e delle proteste dell'autista, portano via l'auto che viene prontamente bruciata insieme a molte altre. All'autista non rimane altro che assistere impotente al rogo, udendo provenire dalle fiamme i lamenti strazianti della sua automobile che si uniscono alle urla delle altre macchine.

### La notizia
Pubblicato per la prima volta sul quotidiano il Corriere della Sera il 14 novembre del 1956, quindi ripubblicato nella raccolta Sessanta racconti.
Trama
Il maestro Antonio Saracino sta dirigendo l'orchestra al Teatro Argentina di Roma. L'orchestra è impegnata nell'esecuzione dei un'opera di Brahms particolarmente impegnativa che prevede un lento crescendo fino al climax finale. Durante l'esecuzione il direttore si accorge che tra il pubblico serpeggia inquietudine e distrazione: alcuni spettatori si alzano tentando di passare inosservati e abbandonano la sala. Il vociare sommesso dei presenti diffonde una notizia ferale. Saracino inizia a perdere il controllo dell'esecuzione: la preoccupazione che una guerra o una catastrofe possa essersi abbattuta sui suoi cari e la paura per un incombente pericolo lo distrae. Di colpo si rende conto che l'unica salvezza per tutti è quella di mantenere la calma e con determinazione riprende il controllo dell'orchestra portando l'esecuzione dell'opera al maestoso finale. La forza della musica cattura l'attenzione del pubblico riportando l'ordine e l'autocontrollo in sala.

### La corazzata Tod
Pubblicato per la prima volta diviso in quattro puntate sulla rivista Tutti nei numeri del 4 aprile, 11 aprile, 18 aprile e 25 aprile del 1956, quindi ripubblicato nell'antologia Sessanta racconti.
Trama
Il racconto è una recensione del libro immaginario Des Ende des Schlachtshiffes König Friedrick II scritto dall'ex capitano di corvetta tedesco Hugo Regulus che, durante il secondo conflitto mondiale era venuto a contatto con un segreto talmente ben custodito da ossessionarlo al punto da spingerlo, al termine della guerra, a indagare su di esso.
Regulus era stato assegnato all'ufficio personale del Ministero della Marina da guerra e, a partire dall'estate del 1942, aveva iniziato a notare massicci trasferimenti di militari verso una località segreta per le esigenze di quella che, in codice, aveva preso il nome di "Eventualità 9000". Tra di essi vi era il suo collega Willy Untermeyer di cui non aveva saputo più nulla. Al termine della guerra i segreti custoditi gelosamente dai vari Stati venivano alla luce, tutti tranne quelli legati all'Eventualità 9000.
Regulus decide di indagare e, da alcuni indizi letti sui giornali, capisce che una poderosa e gigantesca nave da guerra era stata costruita dalla Kriegsmarine e varata di nascosto. L'uomo inizia a frequentare le bettole delle città portuali in cerca di informazioni fino a quando, proprio mentre pensa di desistere, viene a sapere che un cantiere navale segreto era stato attrezzato sull'isola di Rügen. Recatosi sul posto Regulus interroga gli abitanti che affermano che sull'isola il Terzo Reich stava costruendo segretamente un immenso stadio per le Olimpiadi del 1948; la spiegazione non lo convince e da un sopralluogo lungo la costa, scopre le macerie di un gigantesco cantiere navale distrutto da esplosioni.
Nel maggio del 1946 Regolus legge su un giornale di Amburgo la notizia del ritrovamento di Willy Untermeyer in fin di vita per un tentato suicidio. Regolus raggiunge l'ex collega che gli svela la storia dell'Eventualità 9000. Una gigantesca corazzata era stata costruita in segreto sull'isola di Rügen e varata durante la disfatta tedesca. Il comandante Rupert George aveva condotto la nave nel Golfo San Matias occultandola con cortine di fumo per mesi. In attesa di ordini il tempo passava, la guerra era finita e il tifo aveva decimato l'equipaggio; la nave da guerra viene ribattezzata Corazzata Tod (letteralmente, corazzata "morte"). Il comandante muore nel gennaio del 1946, sostituito dal comandante in seconda che, dopo aver fatto sbarcare gli indecisi tra cui Willy Untermeyer, legandoli al segreto con un giuramento d'onore, con il restante equipaggio lancia la corazzata in battaglia per scontrarsi contro navi nemiche fantasma. Nella cruenta battaglia la Corazzata Tod affonda.

## Edizioni
- Dino Buzzati, Sessanta racconti, collana Narratori italiani, n. 54, 1ª ed., Milano, Mondadori, 1958.
- Dino Buzzati, Sessanta racconti, collana I grandi premi letterari, PEM, 1969.
- Dino Buzzati, Sessanta racconti, collana Scrittori italiani e stranieri, Milano, Mondadori, 1971.
- Dino Buzzati, Sessanta racconti, collana Novecento, Milano, Mondadori/De Agostini, 1986.
- Dino Buzzati, Sessanta racconti, collana Oscar Classici Moderni, n. 99, Mondadori, 1994, ISBN 8804390786.
- Dino Buzzati, Sessanta racconti, collana Oscar Narrativa, Mondadori, 1995, ISBN 880441118X.